# Gospodarka Bośni i Hercegowiny
Gospodarka Bośni i Hercegowiny – całokształt działalności gospodarczej prowadzonej na terytorium Bośni i Hercegowiny. Charakteryzowana jest jako rozwijająca się z ograniczonymi reformami rynkowymi.

## Historia
W czasie wojny w Bośni i Hercegowinie gospodarka poniosła straty materialne w wysokości 200 miliardów euro. Bośnia i Hercegowina jest krajem o średnich dochodach, który osiągnął wielki sukces od połowy lat 90. Państwo kandyduje do członkostwa w Unii Europejskiej. Kraj stoi przed odbudową zniszczonego wojną kraju i wprowadzenia reform rynkowych w gospodarce. Dziedzictwem poprzedniej ery jest silny przemysł metalowy. Pod rządami byłego premiera Republiki Džemala Bijedicia i prezydenta Jugosławii Broza-Tity w republice promowano branże produkujące wyroby metalowe, co spowodowało rozwój zakładów tej branży w tej części Jugosławii.
Prawie całe rolnictwo znajduje się w rękach prywatnych. Przed wojną premier Jugosławii Ante Marković podjął przygotowania do prywatyzacji gospodarki, ale z powodu wojny działania te zostały przerwane. Wojny w Bośni i Hercegowinie spowodowały spadek produkcji o 80% od 1992 do 1995 roku i wzrost bezrobocia. Produkcja zaczęła ożywać w latach 1996–1999, ale wzrost produkcji zwolnił w latach 2000–2002.

## Charakterystyka gospodarki
Do głównych sektorów gospodarki Bośni i Hercegowiny należą usługi – 64,3%, przemysł – 28,9% i rolnictwo – 6,8%.

### Finanse
Bank Centralny Bośni i Hercegowiny został założony 20 czerwca 1997 roku ustawą o banku centralnym przyjętą przez Zgromadzenie Parlamentarne Bośni i Hercegowiny.
Walutą kraju jest marka zamienna, która w 1998 roku zastąpiła dinary bośniackie, dinary Republiki Serbskiej i kuny. Kurs marki związany jest z euro i wynosi 1 EUR = 1,95583 KM.

### Zatrudnienie
Średnie wynagrodzenie w Bośni i Hercegowinie wyniosło w 2019 roku 928 KM (475 EUR), przy czym w Federacji było niewiele wyższe niż w Republice Serbskiej. Średnia emerytura wyniosła w 2019 roku 400 KM (205 EUR).
Bezrobocie wynosiło w 2018 roku 18,7%, a rok później 15,7%, co było najlepszym wynikiem od dekady, przy czym zanotowano jedynie niewielki wzrost zatrudnienia w kraju – w 2019 roku zwiększyło się z 34,3% do 35,5%. Taka sytuacja wiąże się z masową emigracją zarobkową z Bośni i Hercegowiny na Zachód, szczególnie do Niemiec, Austrii, Słowenii i Chorwacji.

### PKB

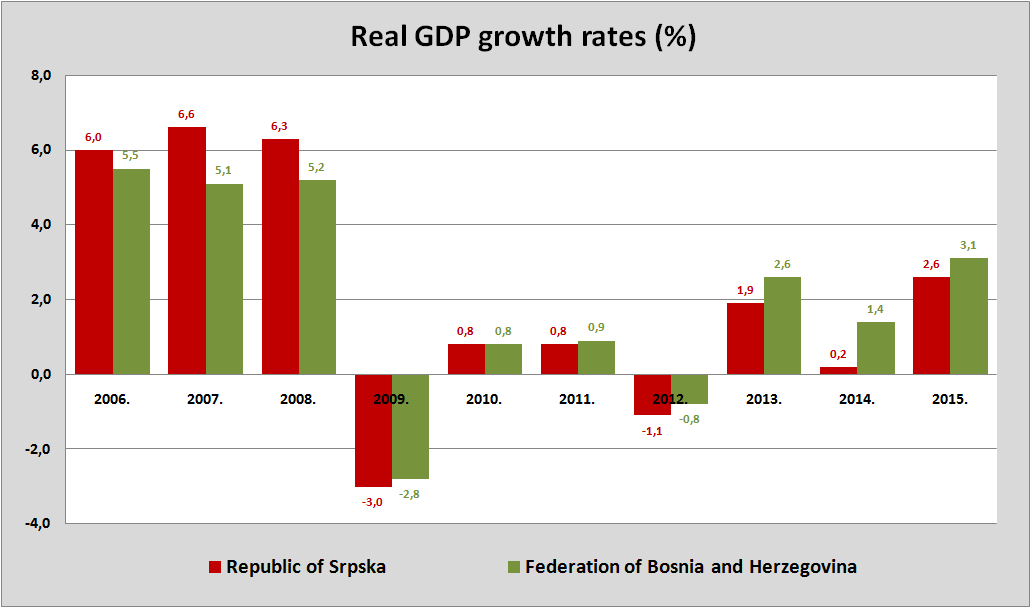
Dynamika PKB Bośni i Hercegowiny w latach 2006–2015

W 1981 roku PKB na mieszkańca Sarajewa wynosił 133% średniej w byłej Jugosławii. Według danych Banku Centralnego Bośni i Hercegowiny szacuje się, że PKB Sarajewa wynosi około 16,76 mld USD, co stanowi 37% całkowitego PKB Bośni i Hercegowiny.

### Rolnictwo
Produkcja roślinna rozwinięta jest głównie na północy i w dolinach większych rzek. Wśród upraw przeważają m.in.: kukurydza, pszenica, jęczmień, owies, tytoń oraz len. Duże znaczenie ma sadownictwo w północnej części kraju oraz uprawa winorośli, oliwek, brzoskwiń w południowo-zachodniej Hercegowinie; w górach występuje wypas owiec.

### Przemysł
Główna produkcja skupiona jest wokół stolicy kraju, Sarajewa. Obejmuje produkcję papierosów i wyrobów tytoniowych, mebli, części do samochodów i sprzętu komunikacyjnego. Sarajewo jest siedzibą kilku największych przedsiębiorstw, m.in. Bosnalijek, Energopetrol, Fabryka Tytoniu w Sarajewie i Sarajevska Pivara.

### Turystyka
W regionie Sarajewa rozwinęła się silnie turystyka. W 2006 roku Sarajewo zajęło 43. miejsce w zestawieniu 50 „Najlepszych miast świata”, opublikowanym przez Lonely Planet. Turystyka sportów zimowych rozwija się od 1984 roku (w związku z organizacją w Sarajewie zimowych igrzysk olimpijskich), zwłaszcza tras narciarskich w pobliżu gór: Bjelašnica, Igman, Jahorina, Trebević i Treskavica.
Liczba turystów wzrastała średnio o 24% rocznie w latach 1995–2000. W 2011 r. Bośnię i Hercegowinę odwiedziło 686 148 turystów i zamówiło 1 504 205 noclegów, co stanowi wzrost o 6,2% w porównaniu z 2010 rokiem. Z tej liczby 52,7% turystów przyjechało z zagranicy. Według szacunków Światowej Organizacji Turystyki, BiH będzie miała trzecią co do wielkości stopę wzrostu turystyki na świecie w latach 1995–2020.

### Zasoby naturalne
Największe znaczenie w gospodarce Bośni i Hercegowiny mają: leśnictwo, górnictwo i energetyka. Na terenie Bośni i Hercegowiny znajdują się eksploatowane złoża: rudy żelaza, węgla brunatnego, soli kamiennej, rud cynku i ołowiu oraz azbestu. W 2001 roku wydobywano 75 000 t boksytów. W północno-wschodniej Bośni i Hercegowinie znajduje się jeden z największych obszarów wydobywczych węgla brunatnego – Tuzla. Na obszarze znajduje się także kilka elektrowni, w tym największa w Bośni elektrownia Tuzla.

### Handel zagraniczny
Łączna wartość eksportu i importu wynosi 86,9% PKB.
Eksportowane są przede wszystkim wyroby metalowe i przetwórstwa drzewnego oraz odzież. Import obejmuje głównie maszyny i wyposażenie, chemię, paliwa, żywność.
Głównymi kierunkami eksportowymi Bośni i Hercegowiny są: Niemcy, Włochy, Serbia, Austria i Słowenia (560 mln USD), a źródłami importu są: Serbia, Niemcy, Włochy, Chorwacja i Chiny.

### Emisja gazów cieplarnianych
Łączna emisja równoważnika dwutlenku węgla z obszaru Bośni i Hercegowiny wyniosła w 1990 roku 31,775 Mt, z czego 24,559 Mt stanowił dwutlenek węgla. W przeliczeniu na mieszkańca emisja wyniosła wówczas 5,502 t dwutlenku węgla, a w przeliczeniu na 1 dolar PKB 25 163 kg. Po roku 1990 całkowita emisja spadała, szczególnie gwałtownie w 1994 roku. Po tym roku emisje zaczęły ponownie wzrastać, przez pierwsze dwa lata nieznacznie i w tym okresie emisja dwutlenku węgla osiągała podobny poziom, co emisja pozostałych gazów cieplarnianych. Od 1997 roku emisja dwutlenku węgla zaczęła rosnąć szybciej, a w drugiej dekadzie XXI w. jej wartość zaczęła przypominać tę z początku lat 90. XX w. W 2018 roku emisja dwutlenku węgla pochodzenia kopalnego wyniosła 27,436 Mt, a w przeliczeniu na mieszkańca 7,831 t i w przeliczeniu na 1 dolar PKB 647 kg. Przez cały czas główną branżą odpowiedzialną za tę emisję była energetyka, a na kolejnych miejscach w latach 90. była emisja z budynków i przemysłu, ale z czasem wzrósł udział transportu. W całkowitej emisji gazów cieplarnianych dwutlenek węgla zawsze stanowił większość, choć w latach 1994–1996 nie była przytłaczająca. Na drugim miejscu zawsze były emisje metanu, które w latach 1994–1996 również były mniejsze. Na trzecim miejscu w różnych okresach były emisje podtlenku azotu i gazów fluorowanych.